# Aldo Campatelli
Aldo Campatelli (Milánó, 1919. április 7. – 1984. június 3.) válogatott olasz labdarúgó, fedezet, edző.

## Pályafutása

### Klubcsapatban
1936 és 1950 között az Internazionale , 1950 és 1953 között a Bologna labdarúgója volt. Az Interrel két bajnoki címet és egy olaszkupagyőzelmet ért el.

### A válogatottban
1939 és 1950 között hét alkalommal szerepelt az olasz válogatottban. Részt vett az 1950-es brazíliai világbajnokságon.

### Edzőként
1954–55-ben a Vicenza, 1955-ben az Internazionale , 1956–57-ben a Bologna, 1959–60-ban újra az Inter, 1965–66-ban a Viczenza, 1968–69-ben a Genoa vezetőedzőjeként tevékenykedett.

## Sikerei, díjai
Internazionale (Ambrosiana-Inter)
- Olasz bajnokság (Serie A)
  - bajnok (2): 1937–38, 1939–40
- Olasz kupa (Coppa Italia)
  - győztes: 1939